# بارونز (ألبرتا)
بارونز (بالإنجليزية: Barons, Alberta)‏ هي قرية تقع في كندا في ألبرتا. يقدر عدد سكانها بـ 315 نسمة ومساحتها 0.68 كم2 وترتفع عن سطح البحر 965 متر.